# サム・ワイクス
サム・ワイクス（Sam Wykes、1988年4月25日 - ）は、オーストラリアの元ラグビー選手。

## プロフィール
- オーストラリア・シドニー出身。
- ポジションはロック(LO)。
- 身長 197cm、体重 111kg
- U20オーストラリア代表に選ばれたことがある[1]。
- 世界選抜に選ばれたことがある[2]。

## 略歴
パトリシアンブラザーズ高校、フォースを経て、2015年、コカ・コーラレッドスパークスに加入。同年11月14日に行われたジャパンラグビートップリーグ第1節のNTTドコモレッドハリケーンズ戦に先発出場で日本での公式戦初出場を果たした。
2017年1月にはスーパーラグビーサンウルブズの2017年スコッドに入った。また同年6月パナソニック ワイルドナイツに加入。
2019年、清水建設ブルーシャークスに加入。
2020年、ワラターズに加入。
2021年、現役を引退した。

## 受賞歴
- 2017-18ベストフィフティーン